# Lewis Armistead

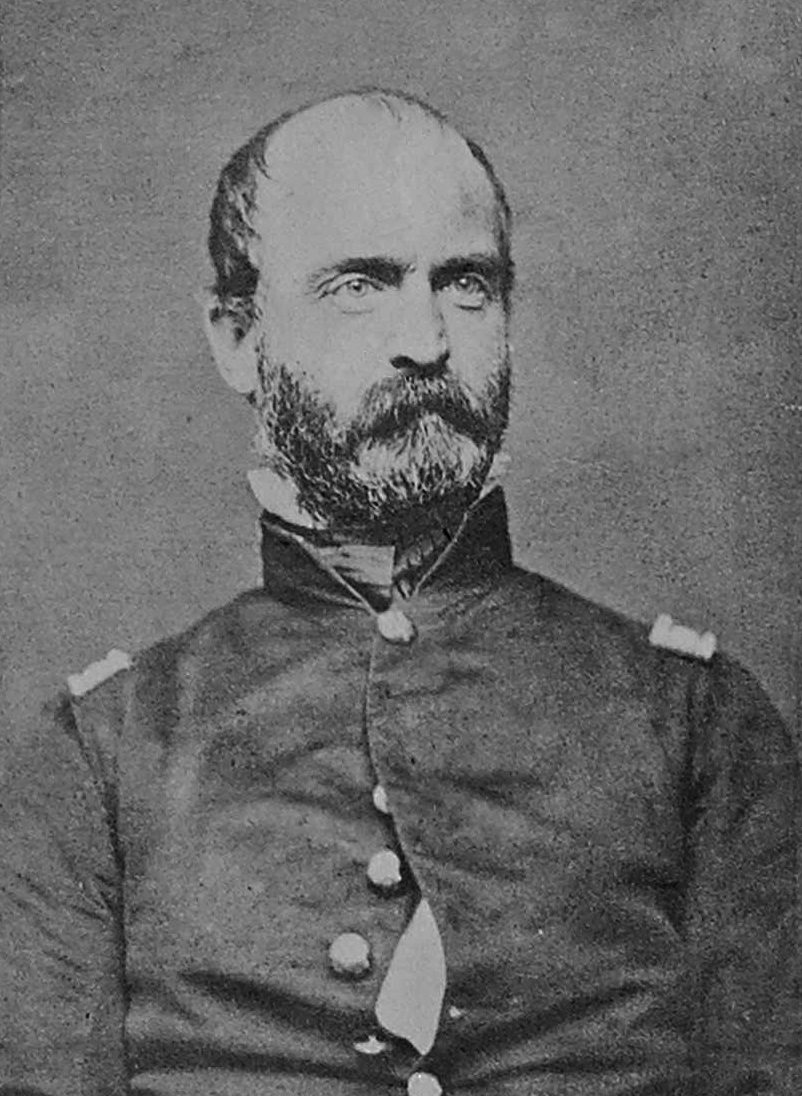
General Lewis A. Armistead

Lewis Addison Armistead, född 18 januari 1817 i New Bern, North Carolina, död 5 juli 1863 i Gettysburg, Pennsylvania, var en general i sydstatsarmén. Han stupade i slaget vid Gettysburg när han först i ledet, med hatten spetsad på sin sabel höjd i luften, ledde sin brigad i anstormningen mot unionsarméns center. Attacken blev känd som Picketts attack och resultatet var en katastrof för de konfedererade.

## Tidiga liv
Armisted antogs till militärakademin i West Point år 1834, men relegerades efter två år sedan han krossat en tallrik mot kurskamraten Jubal Anderson Earlys huvud. Trots detta lyckades han få en befattning som officer i den amerikanska armén år 1839. Han fick då tillnamnet "Lo" (efter Lothario) av kollegan John B. Magruder. Han deltog i mexikanska kriget där han var underlöjtnant vid 6. infanteriregementet. Under stormningen av Chapultepec sårades han och kunde därför inte att delta i erövringen av Mexico City. Han befordrades "i armén" två gånger under kriget och var vid dess slut löjtnant, och senare även kapten på stat, men begärde avsked i maj 1861 i samband med amerikanska inbördeskrigets utbrott.

## Inbördeskriget
Armistead utnämndes till överste och chef för 57. Virginiaregementet den 25 september 1861 och till brigadchef och brigadgeneral den 1 april 1862. Hans ledarskap medförde att han fick i uppgift att leda anfallet mot Malvern Hill, vilket ansågs utsiktslöst, vid vilket 400 soldater förlorades. Vid andra slaget vid Bull Run i augusti 1862 tillhörde hans brigad reserven. Under Marylandkampanjen var han militärpolischef. Efter en månad var han tillbaka i fronttjänst och under ett anfall i West Woods sårades han. Vid slaget vid Gettysburg ledde Pickets division, i vilken Armisteds brigad ingick, anfallet mot nordstatsarméns center vid Cemetery Ridge. Anfallet misslyckades och Armisted sårades i ena armen, benet och bröstet. Han fördes bort från slagfältet. Två av såren var okomplicerade, men det tredje upptäcktes inte av läkarna och han dog två dagar senare, den 5 juli 1863.